# Haploceratoidea
Haplocerataceae
Super-famille
Synonymes
- † Haplocerataceae Zittel, 1884

Les Haploceratoidea sont une super-famille fossile d'ammonites marines.

## Systématique
La super-famille des Haploceratoidea a été créée est en 1884 par le paléontologue allemand Karl Alfred von Zittel (1839-1904). Elle est parfois considérée comme une simple famille sous le taxon Haplocerataceae.

### Fossiles
Selon Paleobiology Database en 2025, cette super-famille des Haploceratoidea a mille-quatre-cent-soixante-dix-huit collections référencées de fossiles. Ces collections sont de l'Aalénien du Jurassique moyen au Coniacien du Crétacé supérieur, c'est-à-dire datent de 174,1 à 86,3 Ma avant notre ère.

## Liste des familles et genres inclus
Selon Paleobiology Database en 2022, cette super-famille comprend les familles et genres suivants :
- famille † des Binneyitidae Reeside, 1927
- famille † des Haploceratidae Zittel, 1884
- famille † des Hebetoxyitidae Buckman, 1924
- famille † des Lissoceratidae Douville, 1885
- famille † des Oppeliidae Bonarelli, 1894
- famille † des Strigoceratidae Buckman, 1914
- genre †Tropitoides Spath, 1925